# Thuiszorg Breda
Thuiszorg Breda komt voort uit de kruisverenigingen het Groene Kruis en het Wit-Gele Kruis. Een kruisvereniging is een vereniging gericht op het verzorgen van zieken en gewonden, en de preventie van ziektes.

## Geschiedenis Groene Kruis Breda
Het Groene Kruis in Breda werd in 1903 opgericht door de afdeling Breda van de Maatschappij ter bevordering van de Geneeskunst. Deze vereniging was niet gelieerd aan een godsdienst.
In 1913 werd door het Groene Kruis de Vereniging tot Bescherming van Zuigelingen in Breda en omstreken opgericht.

## Geschiedenis Wit-Gele Kruis Breda
In datzelfde jaar, op 7 juli, werd als tegenhanger de katholieke Vereniging tot Bescherming van Zuigelingen in Breda opgericht op initiatief van de bisschop van Breda, Mgr. Leyten. Op 1 januari 1922 kwam de eerste gediplomeerde kraamverpleegster in dienst. Deze vereniging ging in 1930 als de afdeling Zuigelingen op in de afdeling Breda van het Groene Kruis.
Op 27 juli 1916 werd de Diocesane Federatie van het Wit-Gele Kruis in Breda opgericht, die als werkgebied het toenmalige bisdom Breda: West-Brabant, Zeeuws-Vlaanderen en Vlissingen. Deze federatie kwam voort uit de behoefte om iets aan ziekenzorg te doen. Tot dan was de congregatie van Zusters Franciscanissen de enige instantie die een bijdrage van betekenis leverde aan de ziekenverpleging aan huis, al verschilde dit van parochie tot parochie.
In 1919 werden de plaatselijke afdelingen het Ginneken en Princenhage opgericht. Op 21 september 1921 volgde de afdeling Breda op initiatief van dr. J.L.B. Gribling, huisarts in Oudenbosch.
Op 23 juli 1923 verenigden de diocesane federaties van alle Nederlandse bisdommen zich in de Nationale Federatie Het Wit-Gele Kruis.
In 1939 ging deze op in de Provinciale Bond van het Wit-Gele Kruis in Noord-Brabant. Er kwamen daarbij vier districten: 's-Hertogenbosch, Breda, Tilburg en Eindhoven. Elk district was weer onderverdeeld in onderdistricten. De voornaamste diensten waren kraamzorg, thuisverpleging, consulatiebureaus voor kinderzorg en tuberculosebstrijding.

## Geschiedenis Kruisvereniging Breda
Op 31 december 1975 fuseerden het Wit-Gele Kruis en Groene Kruis in Breda tot de Kruisvereniging Breda. De zusters die in dienst waren van de Kruisvereniging waren hoofdzakelijk nonnen uit het klooster. Wel bleef de gerichtheid op de regio Breda.
Later fuseerde de Kruisvereniging Breda nog met de Maatschappelijke Gezinsverzorging Breda en omstreken en kreeg de naam Thuiszorg Breda.
Tegenwoordig houdt Thuiszorg Breda zich bezig met professionele verpleging en verzorging. De Kruisvereniging Breda bestaat nog steeds als afdeling en is nu een vereniging die haar leden aanvullende zorg en diensten biedt. Er werken ongeveer 1300 werknemers, 700 alpha-hulpen en 150 vrijwilligers. Sinds 1 januari 2007 is Thuiszorg Breda onderdeel van Careyn, met een hoofdvestiging in Schiedam waar veel van de ondersteunende diensten zijn ondergebracht.